# Genre dans l'enseignement
La question du genre dans l'enseignement recouvre plusieurs thématiques : recrutement du personnel, enseignement des programmes scolaires, relations interindividuelles entre élèves mais aussi entre enseignants et élèves.

## Féminisation du corps enseignant
En France, la féminisation massive touche en priorité le primaire, et depuis 2016 également le secondaire où les femmes sont devenues majoritaires. Cependant il est noté d’importantes différences entre les matières, les enseignantes étant moins présentes dans les matières scientifiques. Par ailleurs les enseignants LGBT s’astreignent à une grande discrétion, ce qui montre encore la difficulté à accepter les différences de genre, comme le montre une étude menée en Suisse.

## Programmes scolaires
Une autre question est celle des programmes scolaires. En France dans le secondaire, ceux-ci sont les mêmes pour tous, mais proposent des moments de découverte (principalement au collège) puis de réflexion (principalement au lycée) sur le genre, qui peuvent être inscrits dans le programme ou laissés à la libre appréciation des enseignants.

## Relations interindividuelles
Enfin ces questions concernent les relations interindividuelles, entre élèves et entre élèves et enseignants. La recherche à ce jour a surtout porté sur la différence de traitement des filles, confortées dans les stéréotypes d’obéissance, ce qui les aide à mieux réussir tout au long du système scolaire, mais les pousserait à s’orienter vers des disciplines littéraires et globalement moins ambitieuses que les garçons. Néanmoins l’échec scolaire plus important des garçons, les punitions qu’ils reçoivent en grand nombre, la violence qu’ils subissent et le décalage de puberté filles/garçons incitent à adopter une vision plus nuancée quant à un système scolaire qui leur serait globalement favorable.